# Casino de Huesca

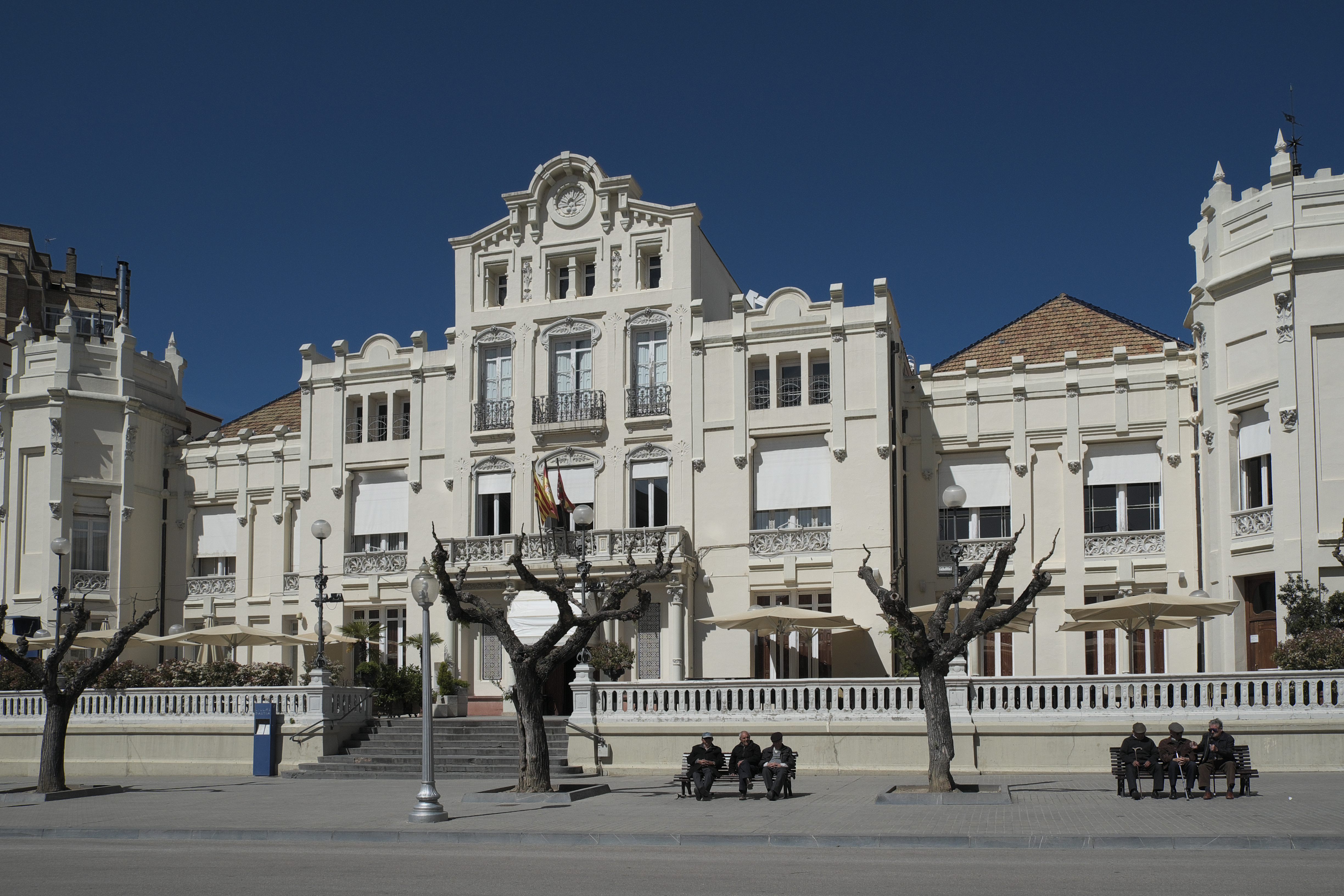
Casino de Huesca

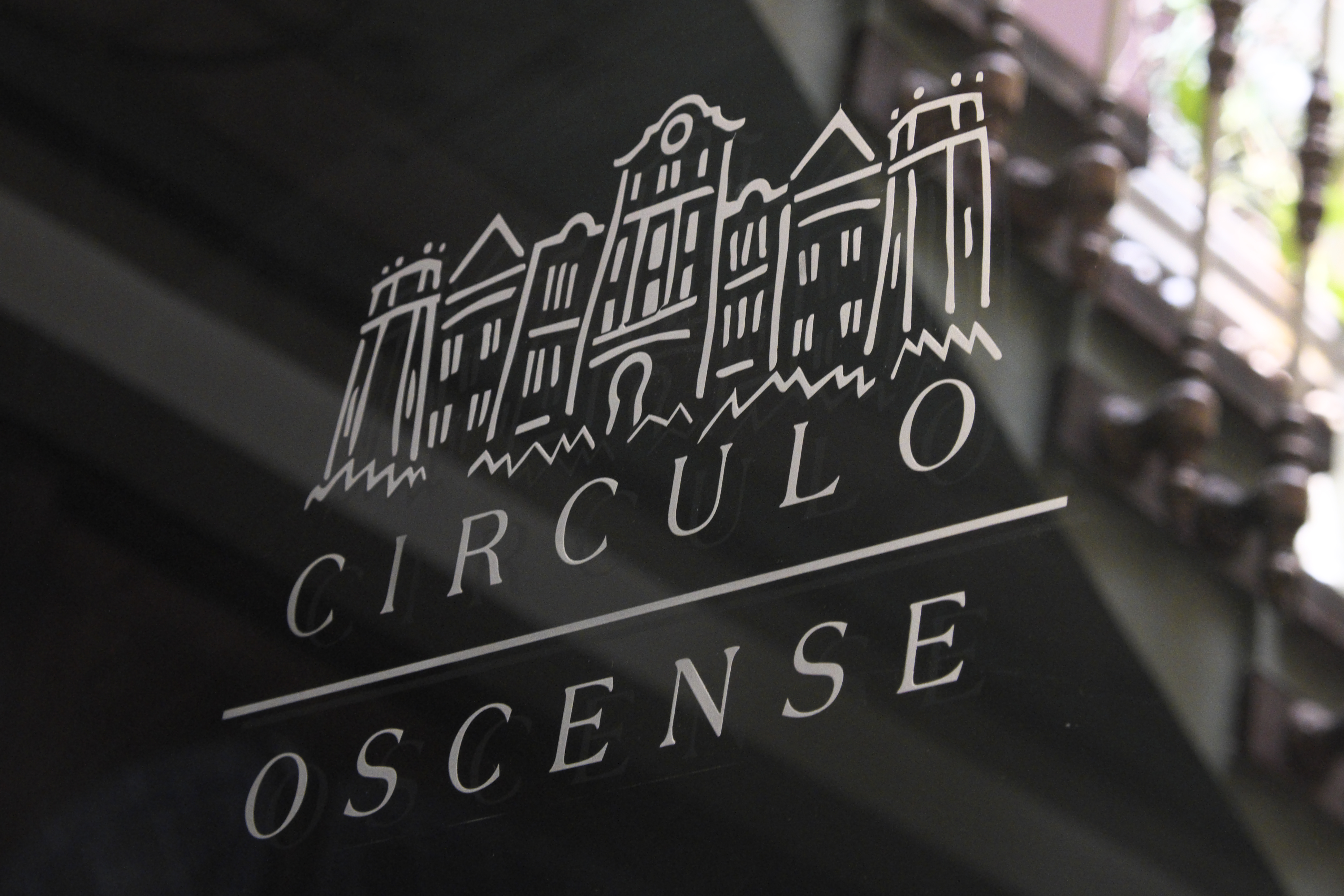
Logo des Círculo Oscense

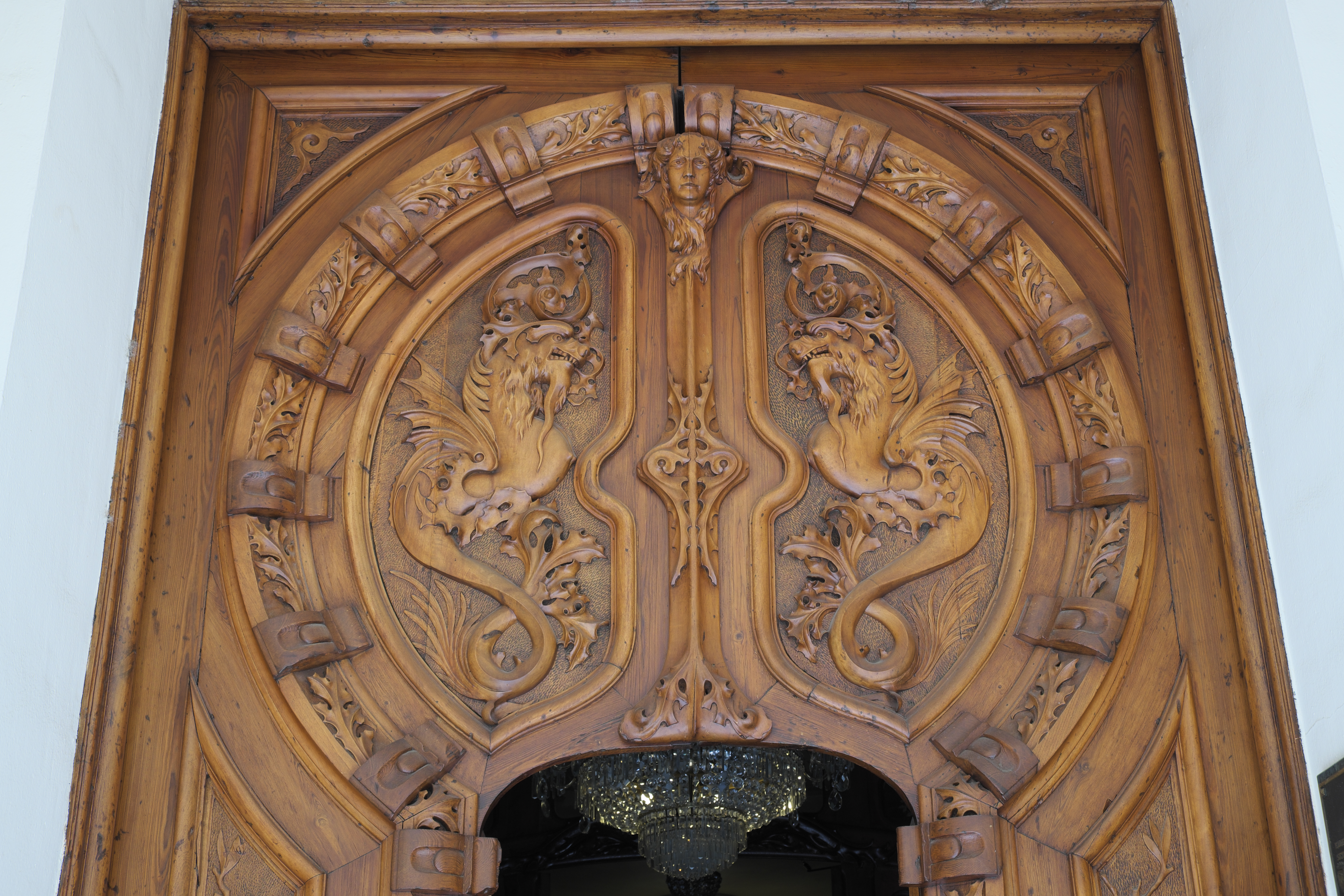
Eingangstür, Schnitzerei

Das sogenannte Casino, auch Círculo Oscense, in Huesca, der Hauptstadt der gleichnamigen Provinz der spanischen Autonomen Region Aragón, wurde in den Jahren 1901 bis 1904 durch den katalanischen Architekten Ildefonso Bonells errichtet. Das Gebäude gilt als eines der bedeutendsten Bauwerke des Modernisme in Aragón. Im Inneren sind das ursprüngliche Mobiliar und der Dekor weitgehend erhalten. Im Jahr 2007 wurde das Gebäude zum Baudenkmal (Bien de Interés Cultural) erklärt.

## Geschichte
Das Gebäude wurde ursprünglich als Sitz der liberaldemokratischen Partei (Partido Liberal Demócrata) und des 1877 nach dem Vorbild einer Casinogesellschaft gegründeten Vereins Círculo Oscense errichtet. Die Räume wurden für Feste und Empfänge genutzt, es fanden Ausstellungen und Karnevalsveranstaltungen statt, außerdem wurden Vorträge, Sprachkurse und Lesungen abgehalten. Es gab Räume für Spiele, für Schach, Billard und Glücksspiele, daher der Name Casino.
Unter der Diktatur Miguel Primo de Riveras in der Zeit von 1923 bis 1930 verlor das Casino durch die Schließung der Glücksspielsäle seine Einnahmen. Während der Zweiten Spanischen Republik wurde es als Kulturzentrum (Casa de la Cultura) genutzt. Während des Spanischen Bürgerkrieges diente es als Militärkrankenhaus, das bis 1953 in Betrieb war. Im Jahr 1951 übernahm die Stadtverwaltung das Casino und vermietete es an verschiedene Vereine. 1955 wurde eine öffentliche Bibliothek eingerichtet.
Heute untersteht das Casino einer Stiftung, der Fundación Círculo Oscense, die 1982 gegründet wurde. In den 1980er Jahren erfolgte eine vollständige Renovierung des Gebäudes.

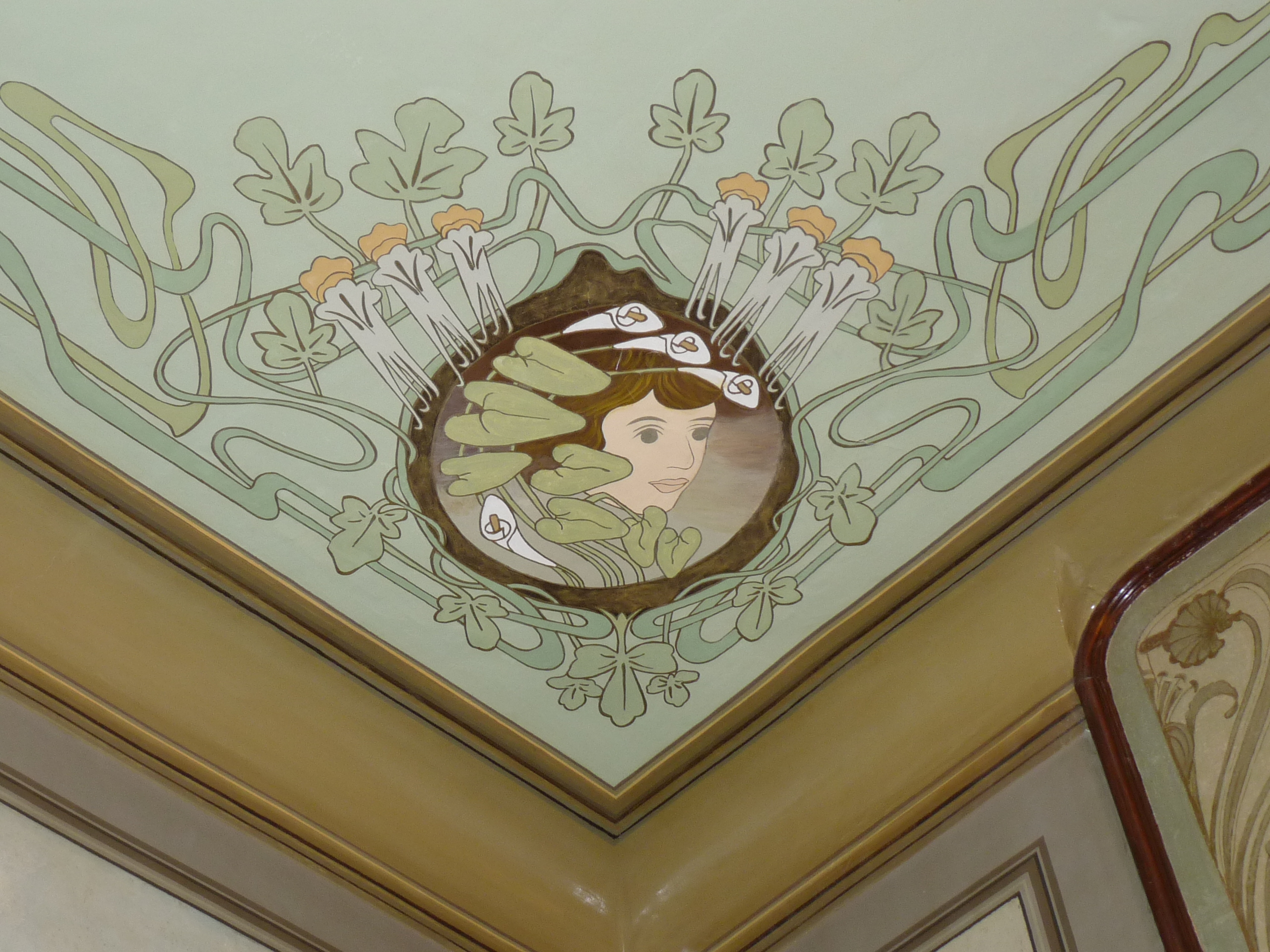
Deckenmalerei

## Gebäude
Der imposante Außenbau vermittelt den Eindruck eines Schlosses. An allen vier Ecken sind oktogonale Türme angebaut. Der risalitartig vorspringende Mittelbau wird von einem Giebel bekrönt. Die Fassade ist mit modernistischem und historisierendem Dekor verziert. Die Malereien im Inneren wurden von Pascual Aventín ausgeführt, die Schnitzereien stammen von Francisco Arnal.

## Heutige Nutzung
Der zweite Stock beherbergt heute das Büro des Internationalen Filmfestivals der Stadt Huesca. Im ersten Stock ist eine Bibliothek und das Café del Arte untergebracht. Dort finden Konzerte, Ausstellungen und andere kulturelle Veranstaltungen statt. Im Erdgeschoss befindet sich das Gourmet-Restaurant Lillas Pastia, das nach dem Tavernenbesitzer in der Oper Carmen benannt ist.

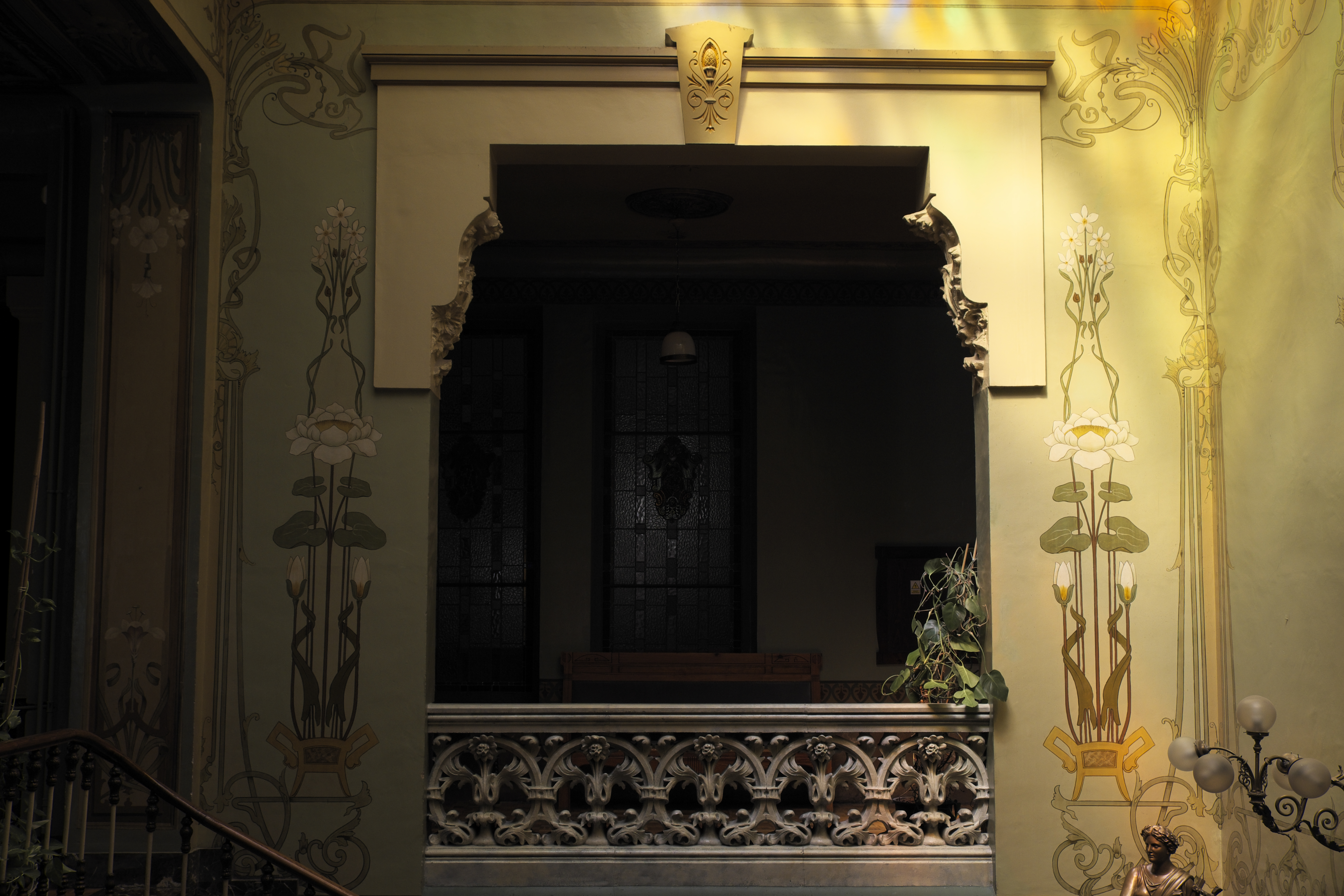
Treppenhaus
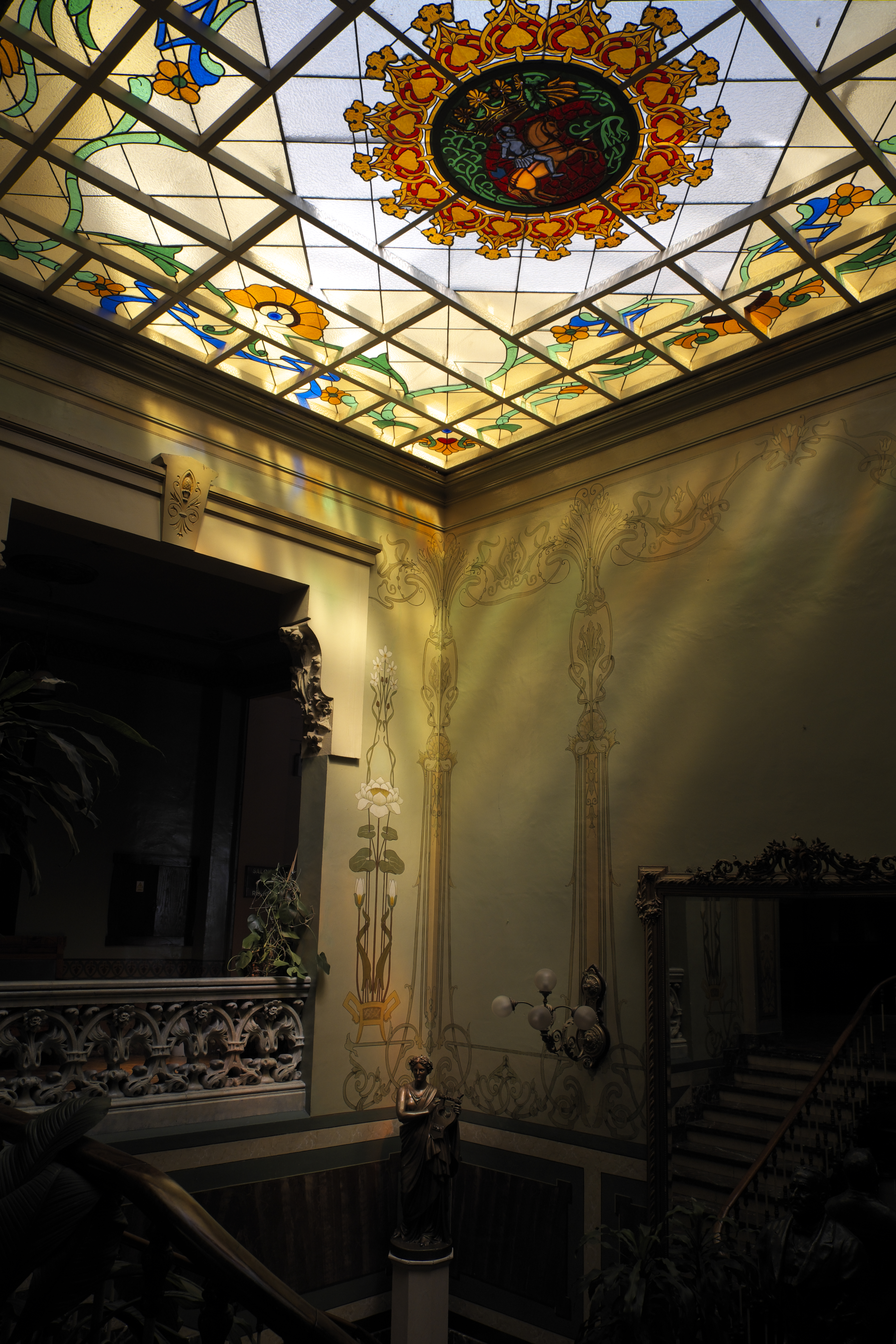
Treppenhaus
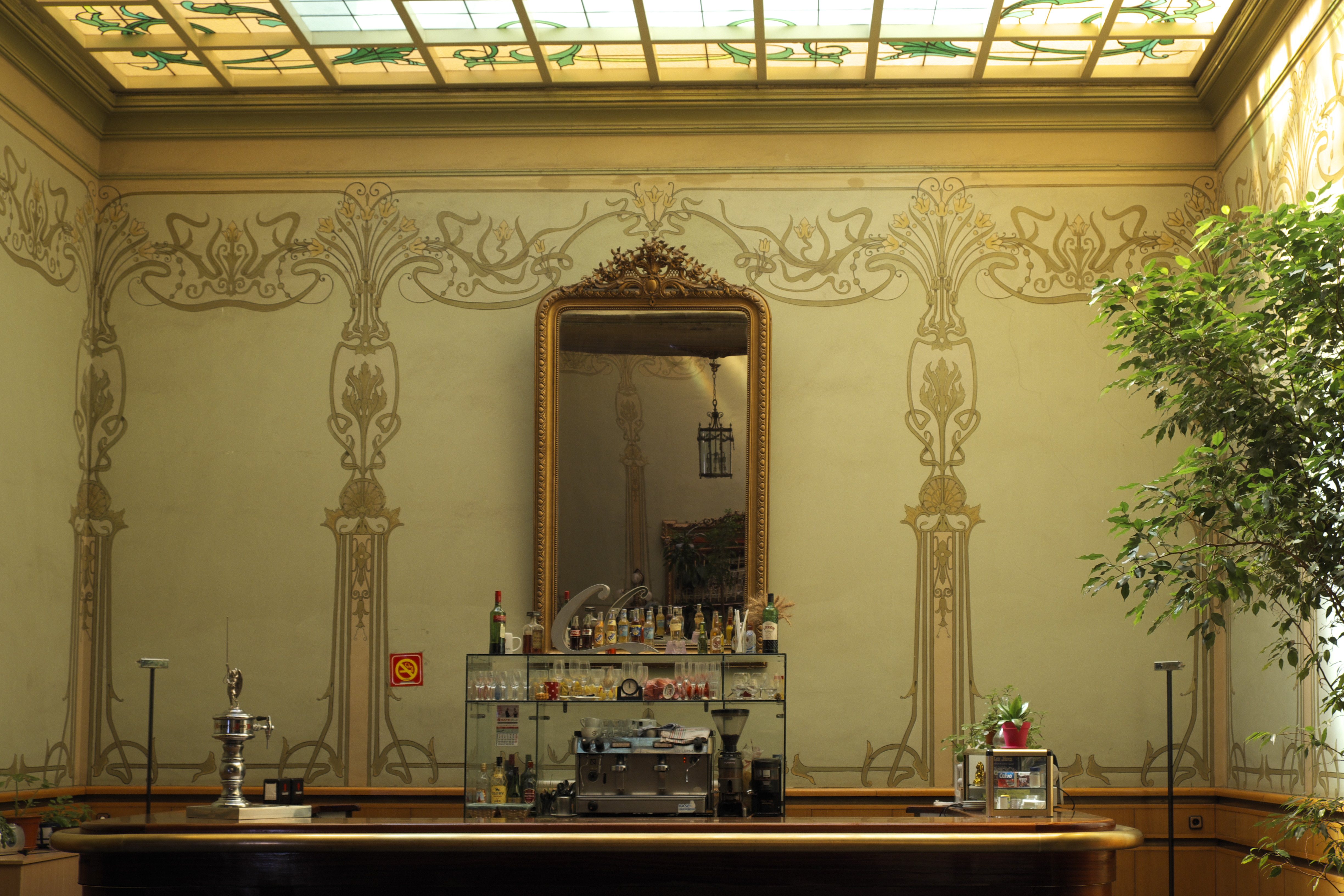
Bar